# Rosca americana cónica para tubos

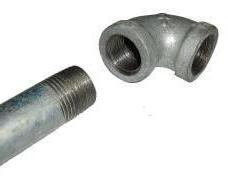
Tubo roscado y codo.

NPT (acrónimo del inglés National Pipe Thread, ‘rosca nacional de tuberías’), es una norma técnica estadounidense también conocida como American National Standard Pipe Thread que se aplica a la estandarización del roscado (paso de rosca) de las conexiones empleadas en los sistemas e instalaciones hidráulicas. Esta norma incluye roscas cónicas y rectas para diversos fines, incluidos la rigidez, el sellado hermético a presión o ambos. NPT es la norma predominante en Estados Unidos y Canadá, en el resto del mundo se usan mayoritariamente las normas BSP (British Standard Pipe) para el conexionado de tuberías de fontanería, definidas a través de las especificaciones ISO 7 e ISO 228.

## Especificaciones
La norma NPT define el tipo de roscado y estanqueidad, en este caso obtenida por contacto y compresión de arista con cono (roscado cónico, tapered thread). El fileteado NPT va a 1⁄16 (¾ pulgadas por pie) medido por el cambio de diámetro (del fileteado de tubo) sobre la distancia. El roscado dividido por una línea central da un resultado de ángulo 1° 47' 24" o 1.7899° medido desde el centro del eje. Los tamaños más habituales NPT son de ⅛, ¼, ⅜, ½, ¾, 1, 1¼, 1½, y 2 pulgadas y además del acero y del latón, se puede aplicar en materiales plásticos y metálicos como PVC, nailon, bronce o hierro fundido. Debido a su poca eficiencia de estanqueidad, es recomendado por su norma la aplicación de algún tipo de material de sellado como cinta de teflón sobre el macho que además permite proteger de la corrosión la zona roscada. Precisamente, la norma ANSI B1.20.3 define una variante denominada National Pipe Taper Fuel (NPTF) o de sellado en seco que hace innecesario el uso de material de sellado.
En ocasiones, el roscado NPT macho se refiere como MPT (Male Pipe Thread), MNPT, o NPT(M) mientras que se emplea la denominación FPT (Female Pipe Thread), FNPT, o NPT(F) para la variante de conexión hembra.

## Tamaño de conexiones NPT(M)
| Tamaño NPT nominal | Diámetro externo pulgadas (mm). | Hilos por pulgada | Paso de la rosca pulgadas (mm). |
| ------------------ | ------------------------------- | ----------------- | ------------------------------- |
| 1/16"              | 0,3125 plg (7,94 mm)            | 27                | 0,03704 plg (0,94082 mm)        |
| ⅛"                 | 0,405 plg (10,29 mm)            | 27                | 0,03704 plg (0,94082 mm)        |
| ¼"                 | 0,54 plg (13,72 mm)             | 18                | 0,05556 plg (1,41122 mm)        |
| 3/8"               | 0,675 plg (17,15 mm)            | 18                | 0,05556 plg (1,41122 mm)        |
| ½"                 | 0,84 plg (21,34 mm)             | 14                | 0,07143 plg (1,81432 mm)        |
| ¾"                 | 1,06 plg (26,92 mm)             | 14                | 0,07143 plg (1,81432 mm)        |
| 1"                 | 1,315 plg (33,4 mm)             | 11½               | 0,08696 plg (2,20878 mm)        |
| 1¼"                | 1,66 plg (42,16 mm)             | 11½               | 0,08696 plg (2,20878 mm)        |
| 1½"                | 1,9 plg (48,26 mm)              | 11½               | 0,08696 plg (2,20878 mm)        |
| 2"                 | 2,375 plg (60,33 mm)            | 11½               | 0,08696 plg (2,20878 mm)        |
| 2½"                | 2,875 plg (73,03 mm)            | 8                 | 0,125 plg (3,175 mm)            |
| 3"                 | 3,5 plg (88,9 mm)               | 8                 | 0,125 plg (3,175 mm)            |
| 4"                 | 4,5 plg (114,3 mm)              | 8                 | 0,125 plg (3,175 mm)            |
| 5"                 | 5,563 plg (141,3 mm)            | 8                 | 0,125 plg (3,175 mm)            |
| 6"                 | 6,625 plg (168,28 mm)           | 8                 | 0,125 plg (3,175 mm)            |
| 10"                | 10,75 plg (273,05 mm)           | 8                 | 0,125 plg (3,175 mm)            |
| 12"                | 12,75 plg (323,85 mm)           | 8                 | 0,125 plg (3,175 mm)            |
| 14" OD             | 14 plg (355,6 mm)               | 8                 | 0,125 plg (3,175 mm)            |
| 16" OD             | 16 plg (406,4 mm)               | 8                 | 0,125 plg (3,175 mm)            |
| 18" OD             | 18 plg (457,2 mm)               | 8                 | 0,125 plg (3,175 mm)            |
| 20" OD             | 20 plg (508 mm)                 | 8                 | 0,125 plg (3,175 mm)            |
| 24" OD             | 24 plg (609,6 mm)               | 8                 | 0,125 plg (3,175 mm)            |